# Dumitru C. Moruzi
Dumitru C. Moruzi (n. 1 iulie sau 2 iulie 1850 - d. 9 octombrie 1914) a fost un scriitor român. 
Era fiul lui Constantin D. Moruzi și unchiul generalului rus Alexandru Muruzi.
A petrecut anii de copilărie când la Chișinău, când la moșiile tatălui din Cosăuți și din Ciripcău, ambele în ținutul Soroca.
A început să scrie din motive materiale. A debutat la vârsta de 53 de ani în revista Cronica din București.
Alături de romanele Înstrăinații (1910, Vălenii de Munte; 1912, ediția a II-a, București), Pribegi în țară răpită (1912) și Moartea lui Cain (1914); în bibliografia lui mai sunt înscrise opera muzicală Cetatea Neamțului, opera comică Pescarii din Sulina ("Veta, ou les pecheurs de Soulina", 1911, în colaborare cu Gh. Gr. Arghyropolu), comedia în trei acte Convertirea (1911) și altele.